# 염해항
염해항(鹽海港)은 경상남도 남해군 서면 남상리, 염해마을 인근에 있는 어항이다. 2002년 8월 6일 어촌정주어항으로 지정하여 관리하고 있다. 시설관리자는 남해군수이다.

## 어항 연혁
- 예부터 마을에 염전이 있었으며, 주미들의 대부분이 제염에 종사하여 염해(鹽海)라 불리게 되었다.

## 어항 시설
- 방파제 L=48m, B=6m, 선착장 L=204m, B=4.0m, 물량장 L=72m, B=33m, 호안 L=469m, B=10m

## 주요 어종
- 털게, 노래미, 도다리, 장어, 메기, 해삼 등